# Robert Bornecque
Robert Bornecque, né le 3 octobre 1926 à Valence (Drôme) et mort le 6 juin 2024 à La Tronche (Isère), est un professeur d'université docteur d'État ès-lettres en histoire, historien et écrivain français.

## Biographie
Issu d'une lignée de militaires de carrière, il suit sa scolarité secondaire dans diverses régions, et la termine durant la Seconde guerre mondiale au lycée Champollion de Grenoble, ville à laquelle il restera désormais attaché. Il sert dans les chasseurs alpins, où il atteindra le grade de capitaine dans le cadre de réserve.
Spécialiste de l'histoire de l'art, principalement roman et classique, de l'architecture militaire, en particulier alpine, mais aussi de Vauban et de ses successeurs, il met à profit ses compétences aussi bien dans l'enseignement secondaire puis universitaire que dans la publication d'ouvrages et la vulgarisation auprès du public.

### Formation et début de carrière
En 1948, il obtient son diplôme d'études supérieures d'histoire à l'université de Grenoble, après la réalisation d'un mémoire sur l'abbaye de Saint-Barnard de Romans.
Agrégé d'histoire en 1949 à l'âge de 23 ans, il est durant plusieurs années professeur d'histoire et géographie au lycée Champollion de Grenoble. Dans le cadre de ses cours, il initie notamment ses élèves à l'architecture des monuments antiques et historiques.

### Carrière universitaire
En 1972 il est maître-assistant à l'Unité d'enseignement et de recherche (U.E.R.) d'histoire de l'art de l'université Pierre Mendès-France de Grenoble. Il enseigne l’histoire de l’art classique (XVIe – XVIIIe siècle).
En 1976 il soutient, sous la direction de Jacques Thuillier, futur professeur au Collège de France, une thèse de doctorat d'État en histoire à l'université Paris IV-Sorbonne, intitulée Vauban et ses successeurs dans les places fortes des Alpes et du Jura (XVIIe & XVIIIe siècles) (4 volumes, 2 299 pages). Vauban et ses successeurs (le marquis de Montalembert, Haxo, Séré de Rivières, les constructeurs de la ligne Maginot) sont les personnages principaux de cet ouvrage, qui sera reproduit et publié en 1982 en deux volumes totalisant 1 380 pages, sous le titre L'architecture militaire dans les Alpes et le Jura (XVIIe & XVIIIe siècles),,,.
C'est dans ces domaines qu'il continue ses recherches au cours de sa carrière.
Arrivé à l'âge de la retraite, il reçoit le titre de professeur émérite d'histoire de l'art, et poursuit une certaine activité universitaire. Il dirige ainsi une thèse soutenue en 1992 à l'Université Pierre Mendès-France sur l'iconographie religieuse au lendemain du concile de Trente. Et il fait diverses communications et publications dans des revues savantes ou "grand public".

### Autres activités
Il est président de 1970 à 1995 puis président d'honneur de l'association "Comité de sauvegarde du Vieux Grenoble" devenue ultérieurement "Patrimoine et développement du Grand Grenoble" .
En liaison avec les Conseils généraux concernés et la Fondation pour l'action culturelle internationale en montagne (Facim), déclarée d'utilité publique, il participe à la mise en place en 1992 en Savoie des "Chemins du baroque", itinéraires de tourisme culturel en Maurienne, Tarentaise, Beaufortain et Val d'Arly,.
Il s'occupe aussi du patrimoine architectural de la région Rhône-Alpes, de la formation des guides-conférenciers de l'Isère, la Savoie, la Haute-Savoie et les Hautes-Alpes.
Il anime lui-même des visites et des voyages culturels, en France et en Italie, notamment sur l'art roman, et fait des conférences : c'est ainsi qu'il participe au colloque 2007 de la Conférence nationale des académies des sciences, lettres et arts, sous l'égide de l'Institut de France, en y présentant sa communication Vauban et l'unité française.

## Publications (sélection)
Il publie des ouvrages et des articles en rapport avec ses connaissances universitaires et son expérience sur le terrain, généralement dans une optique de vulgarisation. Il illustre de ses propres dessins certains de ses livres.
Remarque : les ouvrages ci-après portant la mention "Vauban – UNESCO" sont référencés par le centre de ressources du réseau Vauban, créé en novembre 2005, qui fédère les 12 sites fortifiés par Vauban inscrits sur la liste du patrimoine mondial par l'UNESCO.
- Dauphiné, 1971[20].

Le journal Le Monde dans son édition du 19 février 1972 en donne une critique élogieuse :
« Synthèse à la fois historique et géographique, le Dauphiné de Robert Bornecque aborde successivement le passé, le présent et l'avenir d'une région française particulièrement active. [...] L'auteur, maître-assistant à l'U.E.R. d'histoire des arts de l'université de Grenoble, passe tout en revue, explique, commente et n'omet rien dans un inventaire pourtant considérable [...] ».
De même que la revue Études de février 1972, sous la signature de P. Frison :
« Ce qui est remarquable dans un tel album, c'est la manière dont l'auteur a su utiliser la géologie, la géographie, l'histoire, la prospective même pour faire découvrir le mouvement d'un pays habité par des hommes, s'imposant à eux et pourtant modelé par eux et évoluant avec eux. [...] Le style est plein d'aisance et de poésie ».
Cet ouvrage lui vaut le Prix littéraire du tourisme décerné par l'Association française des journalistes et écrivains du tourisme (A.F.J.E.T.).
- Grenoble et sa couronne, 1974[23].

Une critique paraît dans Études d'octobre 1974 sous la signature de P. Haubtmann : « ouvrage [...] remarquable tant par le texte que par les illustrations, sous la signature d'un historien, Robert Bornecque ».
- Vauban et ses successeurs dans les places fortes des Alpes et du Jura (XVIIe & XVIIIe siècles), 1976[10].

Il s'agit de la thèse de doctorat d'État en histoire de Robert Bornecque présentée à la section "Carrière universitaire" ci-dessus.
Cet ouvrage est reproduit et publié en 1982 en deux tomes sous le titre :
- L'architecture militaire dans les Alpes et le Jura (XVIIe & XVIIIe siècles) ("Vauban – UNESCO")[11],[12].
- Les Alpes, 1979. La jaquette en précise le contenu : "Les Alpes franco-italiennes". En effet les 2 versants sont pris en compte sous divers aspects. Il peut être classé dans la catégorie "beau-livre avec texte"[25].

Cet ouvrage reçoit le Prix de l'Alpe 1979.
Il est également couronné par le Prix Biguet 1980 de littérature décerné par l'Académie française.
- Histoire de Valence et de sa région : Die - Crest, 1981[27].
- Dauphiné : Drôme, Hautes-Alpes, Isère, 1982[28].
- La France de Vauban, 1984 ("Vauban – UNESCO")[29].

Ce livre a été primé par la Société de géographie de Paris,.
- Briançon, 1985[30].
- Chefs-d'œuvre du génie humain : les grandes réalisations techniques à travers les âges, 1986[31].
- Grenoble vue du ciel, 1991[32].
- Vauban et les Alpes, 1995 ("Vauban – UNESCO")[33].
- Les fortifications des Alpes : de Vauban à Maginot, 1997 ("Vauban – UNESCO")[34].
- Le Dauphiné vu du ciel, 1999[35].
- Pierres fortes de Savoie, 2001[36].
- Les Alpes vues du ciel, 2001[37].
- L'art roman en Dauphiné et Savoie, 2002[38].
- Initiation à l'architecture française. Tome I, De l'époque gallo-romaine à l'art gothique, 2003[39].
- Initiation à l'architecture française. Tome II (XVIe-XIXe), 2003[40].
- Briançon : sentinelle des Alpes, 2006 ("Vauban – UNESCO")[41].
- La route des fortifications dans les Alpes, 2006 ("Vauban – UNESCO")[42].
- Lacs alpins vus du ciel, 2006[43].
- Mont-Dauphin : place forte de Vauban, 2007 ("Vauban – UNESCO")[44].
- Citadelles d'altitude, 2007[45].
- Initiation à l'architecture française : de l'époque gallo-romaine à l'Art Nouveau, 2013[46].
- Le Saint Eynard en quelques lignes[47].

- Robert Bornecque a publié aussi des articles dans le Bulletin monumental de la Société française d'archéologie, lisibles en ligne sur « Persee (portail) » :

Aspects médiévaux de la fortification classique en montagne, 1976.
Les fortifications de la bastille de Grenoble, XVe – XIXe siècles, 1980.
L'évolution des ponts-levis du XVIe au XIXe siècle, 1982.
- Membre de l'Académie delphinale dès 1969, il y a présenté les communications suivantes[48] :

Vauban et le Dauphiné, esquisse pour un portrait, 1969.
Les fortifications de Grenoble au XVIIIe siècle: réalités et projets, 1971.
Les forts de Briançon au XVIIIe siècle, 1975.
Le général d’Arçon et les places du Dauphiné (1791-1792), 1977.
Bayard: un grand serviteur de la France et de ses rois, 1978. Le site italien de l'"Associazione culturale Zivido" publie en ligne cette communication in-extenso.
Grenoble, il y a cent cinquante ans : Le plan en relief du Musée des Invalides, 1980.
Allocution du président de l’Académie delphinale [R. Bornecque] à l’occasion du bicentenaire de la naissance de Stendhal, 1983.
La couronne des forts de Grenoble, 1987.
La place de Verdun à Grenoble et son cadre architectural, 1988.
Il y a trois cents ans : Vauban en Dauphiné (septembre-décembre 1692), 1993.
La façade du palais du parlement de Grenoble, essai de chronologie, 1997.
L’odyssée des protestants de Sisteron en septembre 1562, 1999.
Les Alpes : un obstacle à défendre. La fortification des Alpes (XVIIe-XVIIIe s.), 2000.
Mille ans d’art en Dauphiné, 2000.
Berlioz écrivain, 2003.
Orientations sur la Bastille de Grenoble, 2003.
Histoire rapide du musée de Grenoble, 2004.
Un chantier acrobatique au XVIIIe siècle. Le pont d’Asfeld à Briançon, 2006.
Un patrimoine en voie de disparition : les granges du Haut Bréda, 2007.
La méridienne de Grenoble, 2008.
La petite boîte du colporteur, 2015.

## Distinctions
- En 1969, Robert Bornecque est élu à l'Académie delphinale[51], qu'il présidera de 1982 à 1984, puis de 2008 à 2010.
- Le prix littéraire du tourisme lui est décerné en 1972 par l'Association des journalistes de tourisme, pour son livre Dauphiné[22].
- En 1979 il est lauréat du Prix de l'Alpe pour Les Alpes[26],[52].
- Pour ce même ouvrage, l'Académie Française lui décerne en 1980 son Prix Biguet de littérature[53],[22].
- En 1984 son ouvrage La France de Vauban est primé par la Société de géographie de Paris[22].
- En 2006 la Grande médaille d'or de la ville de Grenoble lui est décernée[26].